# アルバート・リュウ
アルバート・リュウ（英: Chun-Chen "Albert" Liu、繁: 劉 峻誠 、1981年〈民国70年〉4月14日 -　）は、台湾系アメリカ人の起業家、実業家。電子工学および計算機科学の専門家であり、耐能智慧 (Kneron Inc)の創業者兼社長。IEEE（電気電子工学会）の上級会員でもある。 彼は、単層多点自容タッチパネル技術、低消費電力光駆動統合高周波回路技術、再構成可能な深層学習AIアーキテクチャを発明し、これらの技術は工業界で広く使用され、サムスン、クアルコム、晨星半導體との共同ソリューションでのスマートフォンに搭載されている。商業化された製品は数十億個に達する。
専門分野はコンピュータ支援設計、人工知能、集積回路設計、タッチパネル、画像処理、電子シミュレーション分野、アルゴリズム開発および先進的な高速半導体プロセスに精通している。彼の再構成可能なAIチップアーキテクチャは、IEEE CAS Society の最高栄誉であるIEEEダートリントン賞（IEEE Darlington Award）を受賞した。
著書『Artificial Intelligence Hardware Design: Challenges and Solutions』は、アメリカのCNN、Forbes などによってAI分野で最も影響力のある書籍100冊のうち第6位に評価された。

## 生涯

### 学生時代
学生時代、彼はアメリカのレイセオン奨学金やカリフォルニア大学奨学金を受け、またIBMソフトウェアコンペティションで世界チャンピオンを獲得した（2007年IBM問題解決賞）。IEEE/ACM ICCAD 2007およびIEEE ICCD 2008で最優秀論文賞候補にノミネートされた。
また、IEEE CAS Societyから最高栄誉であるダートリントン賞（IEEE TCAS Darlington Award）を受賞し、2023年にはIEEE CTSoc発明リーダーシップ賞も受賞した。

### 研究・教育経歴
彼は学術界、産業界、技術界で広く活動しており、カリフォルニア大学ロサンゼルス校（UCLA）やカリフォルニア大学サンディエゴ校（UCSD）でコンピュータビジョン技術や人工知能、インテリジェントハードウェアに関する講義を行ってきた。彼は多くの国際学術雑誌の技術査読者としても活動しており、カリフォルニア大学ロサンゼルス校の研究科学者、国立清華大学、国立交通大学、国立成功大学の客員教授を務めている。

### 研究開発経歴
彼は韓国のサムスンの卓越した国際人材プログラムと研究開発センターに参加し、初代スマートフォンSamsung Galaxyの主要技術開発に携わった。また、晨星半導体の単層タッチパネルの核心技術開発にも関わり、クアルコムのマルチメディア研究開発センターで人工知能技術の開発を担当した。
期間中、多くの先進半導体プロセス技術とマルチメディア深層学習特許を発表し、多くの量産製品開発に携わった。また、IARPA（米国国家情報高等研究計画局）、DARPA（米国国防高等研究計画局）、ベル研究所、NASA（アメリカ航空宇宙局）、ジェット推進研究所（JPL）との先端技術開発に協力した。